# Računarski gen
Računarski gen je molekularna automatizacija koja se sastoji od strukturnog i funkcionalnog dela i dizajnirana je tako da funkcioniše u ćelijskom okruženju. 
Strukturni deo je prirodni gen, koji se koristi kao osnova za obradu unosa i prevod u automatizaciju. Sačuvane osobine strukturnog gena služe kao konstante računarskog gena, dok su programirani delovi, brojevi eksona i introna, pozicija početka i kraja kodona i teorijske promenljive automata (simboli, stanja i prelazi) predstavljaju zapravo parametre dizajna računarskog gena. Konstante i parametri dizajna su povezani sa nekoliko logičkih i hemijskih ograničenja (npr., teorijske promenlijve automata ne mogu biti prepoznate kao spajajuće veze (eng. splicing junctions)). Ulazi automata su molekularni markeri jednolančanih DNA (ssDNA) molekula. Ovi markeri signaliziraju neprirodne (npr. kancerogene) molekularne fenotipe i uključuje samo-sastavljanje od funkcionalnog gena. Ako je ulaz prihvaćen, izlaz sastavlja dvolančani DNK (dsDNA) molekul, funkcionalni gen koji može uspešno da se uključi u ćelijsku transkripciju i translaciju mašinski proizvedenog proteina ili (eng. anti-drug). U suprotnom, od odbijenog ulaza će se formirati dvolančani DNK molekul koji ne može da učestvuje u translaciji.

## Potencijalne primene:in situdijagnoze i terapije protiv raka
Računarski gen se u budućnosti može primeniti za korekciju negativnih mutacija u genu ili grupi gena koji mogu da izazovu fenotipe bolesti. Jedan od najčešćih primera je gen za suzbijanje tumora p53, koji je prisutan u svakoj ćeliji i služi da kontroliše dalji rast. Mutacije ovog gena mogu da izgube funkciju, što dovodi do nekontrolisanog rasta i pojave tumor. Na primer, mutacija kodona 249 u p53 proteinu je karakteristika hepatocelularnih kancera. Ova bolest bi mogla da se leči CDB3 peptidom koji ga spaja jezgrom p53 i stabilizuje ga.
 

Mutacija izazvana jednom bolešću može da bude dijagnostikovana i lečena sledećim pravilom dijagnostike: 
Ako je protein X mutirao u kodonu Y onda proizvedi lek fi (1)
Takvo pravilo može da se implementira pomoću molekularnog automata koji sadrži dva parcijalna dvolančana DNK molekula i jedan jednolančani DNK molekul, koji odgovara mutaciji izazvanoj nekom bolešću i obezbeđuje molekularni prekidač za linearno samo-sastavljanje funkcionalnog gena. Struktura gena je upotpunjena ligazom koja je prisutna i u eukariotskim i prokariotskim ćelijama.Aparati za transkripciju i translaciju ćelije su glavni u terapiji i daju protein ili anti-drug. Pravilo (1) može da bude generalizovano tako da uključuje mutacije drugih proteina dozvoljavajući kombinovanu dijagnozu i terapiju.
Na ovaj način računarski geni mogu da dozvole implementaciju in situ terapije, čim ćelija počne da proizvodi defektivan materijal. Računarski gen kombinuje tehnike terapije gena koji dozvoljava zamenu genoma neprijateljskog gena njegovom zdravom zamenom, kao i da utiša uticaj tog gena (slično antisense terapija).

## Izazovi
Iako mehanički jednostavno i prilično robusno na molekularnom nivou, nekoliko problema mora da se reši pre in vivo implementacije računarskog gena.
Prvo, DNK materijal mora biti umetnut u ćeliju, specifično u jezgro. Zapravo, transfer DNK u RNK preko bioloških membrana je ključni korak u dostavi leka. 
Neki rezultati pokazuju da signali lokalizacije u jezgru mogu biti povezani na jedan kraj oligonucleotida, gradeći oligonukleotidno-peptidne veze koje dopuštaju efektivan unos DNK-a u to jezgro.
Dodatno, DNK kompleksi bi trebalo da imaju nisku imunogenozu da bi zagarantovali njihovu integraciju u ćeliju i njihov otpor na jezgra ćelija. Trenutna strategija eliminisanja osetljivosti prema jezgru uključuju modifikacije oligonukleotidne osnove kao npr. metilfosfanat i phosphorothioate (S-ODN) oligodeoxynucleotides, uz njihovu povećanu stablinost, modifikovani oligonukleotidi često imaju modifikovana farmakološka svojstva.
Konačno, slično drugim lekovima, DNK kompleks takođe može da izazove nespecifične otrovne sporedne efekte. 
In vivo primena "antisense oligonucleotides" je pokazala da je štetnost u velikom broju izazvana nečistoćom u pripremi oligonukleotida i manjku specifičnosti u konkretno korišćenom nizu.
Bez sumnje, napredak antisense biotehnologije dovešće do direktne koristi modelovanju računarskih gena.